# 松本寛大
松本 寛大（まつもと かんだい、1971年 -）は、日本の小説家・推理作家。北海道生まれ、札幌市在住。新潟大学法学部卒業。
2008年、『玻璃の家』で第1回ばらのまち福山ミステリー文学新人賞を受賞。選考委員の島田荘司は「もう充分に傑作の領域にある」と評した。2009年、同作で作家デビュー。

## 略歴
江戸川乱歩の『怪人二十面相』に出会ってミステリーを読み始める。小学生のときに好きだった小説はヴァン・ダイン『僧正殺人事件』やエラリー・クイーン『Xの悲劇』、江戸川乱歩の『パノラマ島奇談』、『化人幻戯』。中学生になるとホラー小説に傾倒し、このころにラヴクラフト作品とも出会った。
第8回鮎川哲也賞に作品を応募。その後はほとんど創作はしていなかったが、デビューの数年前に住まいの近くの書店で柄刀一の講演会が開かれ、そこで柄刀一からぜひ再度筆を執るようにと勧められる。そのすぐあとに、ばらのまち福山ミステリー文学新人賞が創設されたことを知り、もう一度創作に手をつける。このとき執筆し応募したのがデビュー作の『玻璃の家』である。
影響を受けた作家として推理作家では江戸川乱歩、横溝正史、エラリー・クイーン、アガサ・クリスティー、鮎川哲也、島田荘司、栗本薫、漫画家では手塚治虫、藤子不二雄、楳図かずお、萩尾望都、長谷川裕一、高橋葉介、諸星大二郎、推理作家以外ではリチャード・マシスンを挙げている。
『クトゥルフ神話TRPG』にバックアップ役として長くかかわっており、その関連書籍の原稿も書いている。またその縁で、第51回日本SF大会（2012年、北海道）の企画に参加したり、同大会のサイトで朝松健論を発表したりしている。

## 作品

### 単行本
- 玻璃の家（2009年3月 講談社）
- 妖精の墓標（2013年3月 講談社ノベルス）

### アンソロジー収録短編
「」内が松本寛大の作品
- ミステリ・オールスターズ（2010年9月 角川書店 / 2012年9月 角川文庫）「最後の夏」

### 雑誌掲載短編
- I・C （光文社『ジャーロ』40号、2010年11月）

### 評論
- 朝松健『肝盗村鬼譚』論――「窓」の向こう側の世界（岡和田晃編「北の想像力——《北海道文学》と《北海道SF》をめぐる思索の旅」、寿郎社、2014年5月）